# Gaetano d'Ancora
Gaetano d'Ancora (Napoli, 8 ottobre 1751 – Napoli, 7 marzo 1816) è stato un archeologo, filologo e grecista italiano.

## Biografia
Studioso di lingue classiche ed orientali, che insegnò nel Seminario arcivescovile di Napoli, dopo il 1799 ebbe la cattedra di lingua greca all'Università di Napoli. Fece parte delle principali istituzioni culturali e scientifiche del periodo, italiane ed internazionali, quali l'Accademia Ercolanese, l'Accademia Etrusca di Cortona e la Royal Society di Londra.
Nel 1803, l'imperatore di Russia volle averlo come docente di letteratura greca nell'ateneo di Vilnius, ma d'Ancora rifiutò la proposta, desiderando rimanere in patria.
Ha scritto numerosi saggi e memorie di antichistica, su scavi e ritrovamenti archeologici. Nel 1794 ha fissato, attraverso il confronto filologico di diversi codici, la principale edizione di riferimento del De Alimento ex aquatilibus di Senocrate.

## Opere principali
- Memoria per l'Accademia etrusca di Cortona sulla osservanza degli antichi pel silenzio, Napoli 1782
- Saggio sull'uso dei pozzi presso gli antichi, specialmente per preservativo dei tremuoti, Napoli 1787, su books.google.it.
- Della salutare ispirazione, Nizza 1788, su books.google.it.
- Dei segni della verginità presso gli antichi, Montalbano 1790.
- Ricerche filosofico-critiche sopra alcuni fossili metallici della Calabria, Livorno 1791, su books.google.it.
- Guida ragionata per le antichità e per le curiosità naturali di Pozzuoli, Napoli 1792, su books.google.it.
- Della Economia fisica degli antichi nel costruire le città, Napoli 1796, su books.google.it.
- Prospetto storico-fisico degli scavi di Pompei ed Ercolano, e dell'antico e presente stato del Vesuvio, Napoli 1803.
- Lezioni pratiche circa l'imitazione dell'antico nell'arte del disegno, Napoli 1804, su books.google.it.
- Illustrazioni del gruppo d'Ercole con la cerva scoperta in Pompei, Napoli 1805